# Pappardelle

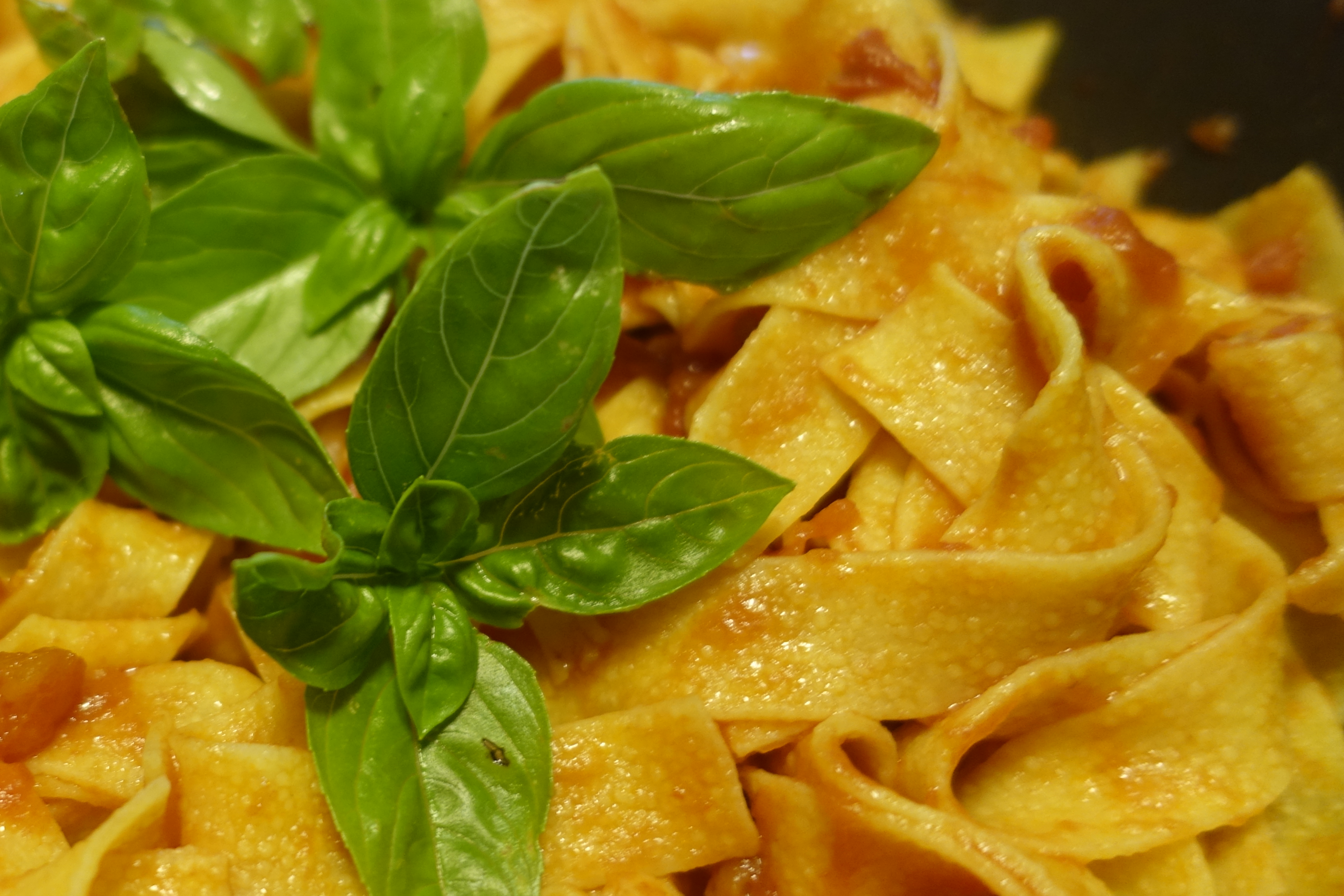
Pappardelle con pomodoro e basilico

Le pappardelle (dal toscano pappare oppure, ma meno attestato, dal provenzale papard) sono un formato di pasta all'uovo del tutto simili alle tagliatelle ma di larghezza decisamente superiore . Sono considerate un tipo di lasagne, nel senso generico di "strisce larghe di pasta sfoglia all'uovo".
Mentre le tagliatelle sono una forma di pasta di tradizione prettamente emiliano-romagnola, le pappardelle, sebbene risentano dell'influsso emiliano, sono di tipica tradizione toscana.
Le pappardelle sono nate in Maremma e nella Maremma hanno preso i sapori forti dei sughi con la cacciagione (cinghiale, lepre) o con i funghi.

## Storia
Questa versione più larga delle tagliatelle veniva mangiata nella Toscana orientale già nel tardo medioevo, viene citata più tardi in scritti del XIII secolo. Boccaccio le nomina nel Decameron (VIII,3) parlando del Paese di Bengodi dove le cuocevano in brodo di capponi, e poi gli gittavan quindi giù, e chi più ne pigliava più se n’aveva; e ivi presso correva un fiumicel di vernaccia e più tardi nell'opera tarda Il Corbaccio fatte con il formaggio. In epoca rinascimentale vengono citate da Pier Aretino Il nome si è poi imposto su formati di pasta simili in tutto il centro-nord, con la diffusione del volgare toscano come si evince da molti trattati della metà del millennio passato. Nel XVI Secolo il cuoco di alto rango Domenico Romoli, detto il “Panunto” e conosciuto per il ricettario La singolare dottrina, le descrive come lasagne sottili delicate e morbide ed inserisce la minestra di pappardelle alla fiorentina nei menù riservati alle corti cardinalizie della Roma di quell'epoca. Già nell'ottocentesco Dizionario Italiano di Niccoló Tommaseo, “pappardelle” viene riconosciuto come termine della lingua italiana; qui vengono definite come un tipo di lasagne da cuocere in brodo, o con la carne battuta, o con la lepre.

## Caratteristiche
A differenza delle cugine tagliatelle (per le quali l’Accademia della Cucina Italiana ha depositato le dimensioni ufficiali di 8 mm), la larghezza delle pappardelle può variare da 2 cm fino a 4 cm, a seconda delle regioni o delle ricette familiari. Lo spessore è intorno a 0,8 mm e la lunghezza è almeno 20 cm.
L'impasto è costituito da farina, uova e sale. Tipiche della tradizione casalinga, l'impasto è rustico e al tatto risultano ruvide. Diffuse in tutto il centro nord, è la Toscana che le ha rese famose associandole a condimenti corposi e dal gusto deciso: al cinghiale, alla lepre, ai funghi porcini o con sughi a base di selvaggina; ma soprattutto con sugo di carne di lepre e formaggio grattugiato.
In Romagna le pappardelle hanno immancabilmente il bordo seghettato (ottenuto tagliando la sfoglia con un'apposita rotella chiamata speronella) e tradizionalmente si cucinavano solo in brodo di carne, mentre l'uso come pasta asciutta, con vari sughi (anche di pesce), è stato introdotto successivamente. Similmente, in Toscana si chiamano semplicemente pappardelle anche i tipi di pasta di grano duro con arricciatura laterale, che nella culinaria italiana moderna si chiamano pappardelle ricce. Nella provincia sud di Siena e nell'aretino vengono indicate anche semplicemente con il nome generico di maccheroni.